# Marie Bracquemond

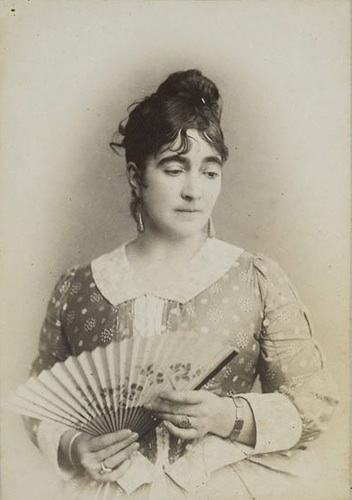
Marie Bracquemond

Marie Bracquemond, geboren als Marie Anne Caroline Quivoron (Landunvez (Bretagne), 1 december 1841 – Parijs, 17 januari 1916) was een  Franse impressionistische kunstenares, door Gustave Geffroy in 1894 beschreven als een van de trois grandes dames van het impressionisme, naast Berthe Morisot en Mary Cassatt.
Zij wordt echter nauwelijks genoemd in boeken over vrouwelijke kunstenaars. Dit was het resultaat van de inspanningen van haar man, Félix Bracquemond, om haar ontwikkeling als kunstenaar te dwarsbomen. Félix had bezwaar tegen de impressionistische stijl die zij had aangenomen.

## Vroege leven
Ze werd geboren als Marie Anne Caroline Quivoron uit het huwelijk van de zeekapitein Theodore Quivoron en Aline Hyacinthe Marie Pasquiou. Haar achtergrond staat in scherp contrast met de culturele, welvarende en stabiele omgeving van de andere vrouwelijke impressionisten – Mary Cassatt, Berthe Morisot en Eva Gonzalès. Ze was het kind uit een ongelukkig, gearrangeerd huwelijk. Haar vader, een zeekapitein, stierf kort na haar geboorte. Haar moeder, Aline Hyacinthe Marie Pasquiou, hertrouwde snel met Émile Langlois. Daarna leidde ze een onrustig bestaan, verhuizend van Bretagne naar de Jura, Zwitserland, en naar de provincie Limousin voordat zij zich in 1854 vestigde in Étampes, ten zuiden van Parijs. Ze had een oudere broer, Ernest Théodore (1839-1871), en een jongere halfzus, Louise, geboren in 1849 terwijl het gezin woonde in de oude abdij Notre-Dame de Bonnaigue, in de buurt van Ussel in het departement Corrèze in Limousin.
In haar tienerjaren begon ze haar lessen in het schilderen bij Auguste Vassort, door haar beschreven als een oude schilder die nu schilderijen restaureerde en les gaf aan de jonge vrouwen van de stad. Zij vorderde in zo'n snel tempo, dat het schilderij van haar moeder, zusje en oud-leraar poserend in de studio al in 1857 door de Salon de Paris werd aanvaard. Zij werd geïntroduceerd bij Jean Auguste Dominique Ingres, die haar adviseerde en op zijn beurt introduceerde bij twee van zijn studenten, Jean-Hippolyte Flandrin en Émile Signol. De criticus Philippe Burty noemde haar de intelligentste van de leerlingen van Ingres. Marie verliet het atelier van Ingres en begon met haar werk geld te verdienen. Het hof van keizerin Eugénie de Montijo gaf opdracht voor een schilderij van Miguel de Cervantes in de gevangenis. Dit schilderij stemde kennelijk tot tevredenheid, want graaf Émile de Nieuwerkerke, de directeur-generaal van de Franse musea, vroeg haar om kopieën te maken van belangrijke werken in het Louvre.

## Huwelijk
Het was tijdens dat kopiëren in het Louvre, dat zij werd opgemerkt door Félix Bracquemond, die verliefd op haar werd. Zijn vriend, de criticus Eugène Montrosier, regelde een ontmoeting en sindsdien waren Marie en Félix onafscheidelijk. Ze waren twee jaar verloofd voordat ze trouwden in 1869, ondanks de tegenwerpingen van Maries moeder.

## Carrière

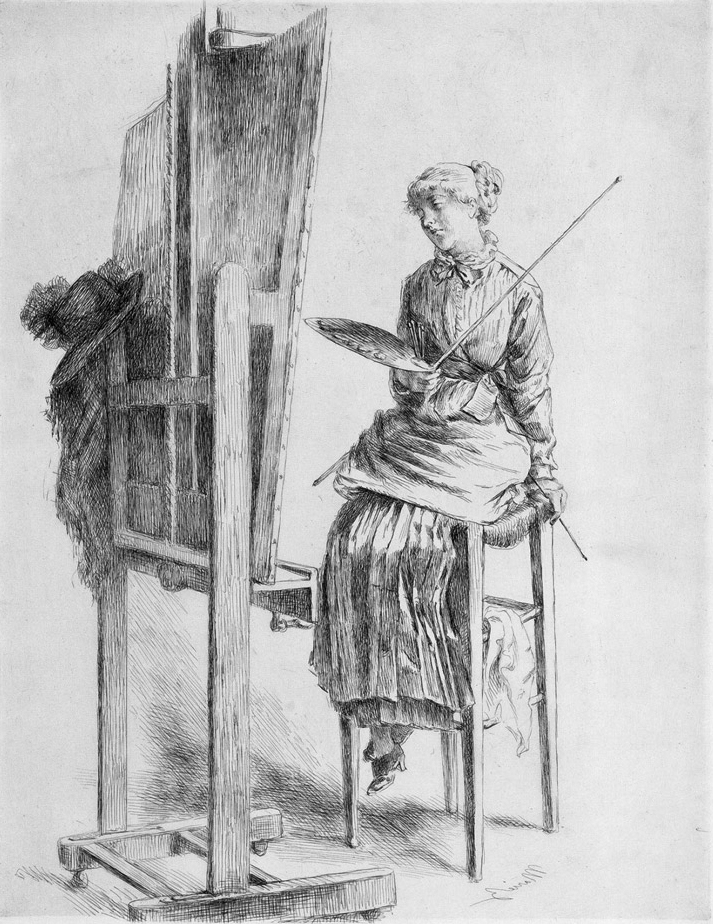
Marie Bracquemond, zelfportret

Félix en Marie werkten samen in het atelier van Auteuil van Charles Haviland, waar Félix artistiek directeur was geworden. Marie ontwierp borden voor serviezen en schilderde op grote panelen beeltenissen van muzen, die werden getoond op de Wereldtentoonstelling van 1878. Haar schilderijen werden vanaf 1874 op regelmatige basis aanvaard voor de Salon. Omdat zij zich tijdens het etsen te gebonden voelde, hadden de inspanningen van Félix om haar deze kunst te leren slechts een matig succes. Toch heeft ze negen etsen geproduceerd, die getoond werden tijdens de tweede tentoonstelling van de Société des peintres-graveurs français in de Galeries Durand-Ruel in 1890.
Félix introduceerde haar bij de media en bij de kunstenaars die hij bewonderde, maar ook bij oudere meesters, zoals Chardin. Ze werd vooral aangetrokken door de Belgische schilder Alfred Stevens. Tussen 1887 en 1890 begon haar stijl te veranderen, onder invloed van de impressionisten. Haar doeken werden groter en haar kleuren intenser. Ze verlegde haar blik naar buiten en tot Félix' afschuw werden Claude Monet en Edgar Degas haar mentors.
Marie Bracquemond heeft deelgenomen aan de impressionistische tentoonstellingen van 1879, 1880 en 1886. In 1879 en 1880 is een aantal van haar tekeningen gepubliceerd in La Vie Moderne, een literair tijdschrift uitgegeven door Georges Charpentier in de jaren 1879-1883. In 1881 zijn vijf werken tentoongesteld in de Dudley Gallery in Londen. Veel van haar bekendste werken zijn geschilderd in haar tuin in Sèvres.
In 1886 ontmoette Félix Paul Gauguin via Alfred Sisley en bracht de verarmde kunstenaar bij hem thuis. Deze had een beslissende invloed op Marie. In het bijzonder leerde hij haar hoe het doek voor te bereiden, om de intense kleuren te verwezenlijken die ze zocht.
Hoewel ze werd overschaduwd door haar bekende man, wordt het werk van de teruggetrokken Marie Bracquemond geacht dichter bij de idealen van het impressionisme te staan. Volgens hun zoon Pierre, was Félix Bracquemond vaak rancuneus ten opzichte van zijn vrouw. Hij wees haar kritiek op zijn werk bruusk af en weigerde haar schilderijen aan bezoekers te tonen. In 1890 gaf Marie het schilderen op, verdrietig door de voortdurende wrijving en ontmoedigd door gebrek aan belangstelling voor haar werk, met uitzondering van een paar particuliere werken. Een van haar laatste schilderijen was De zuster en zoon van de artiest in de tuin in Sèvres.

## Galerij

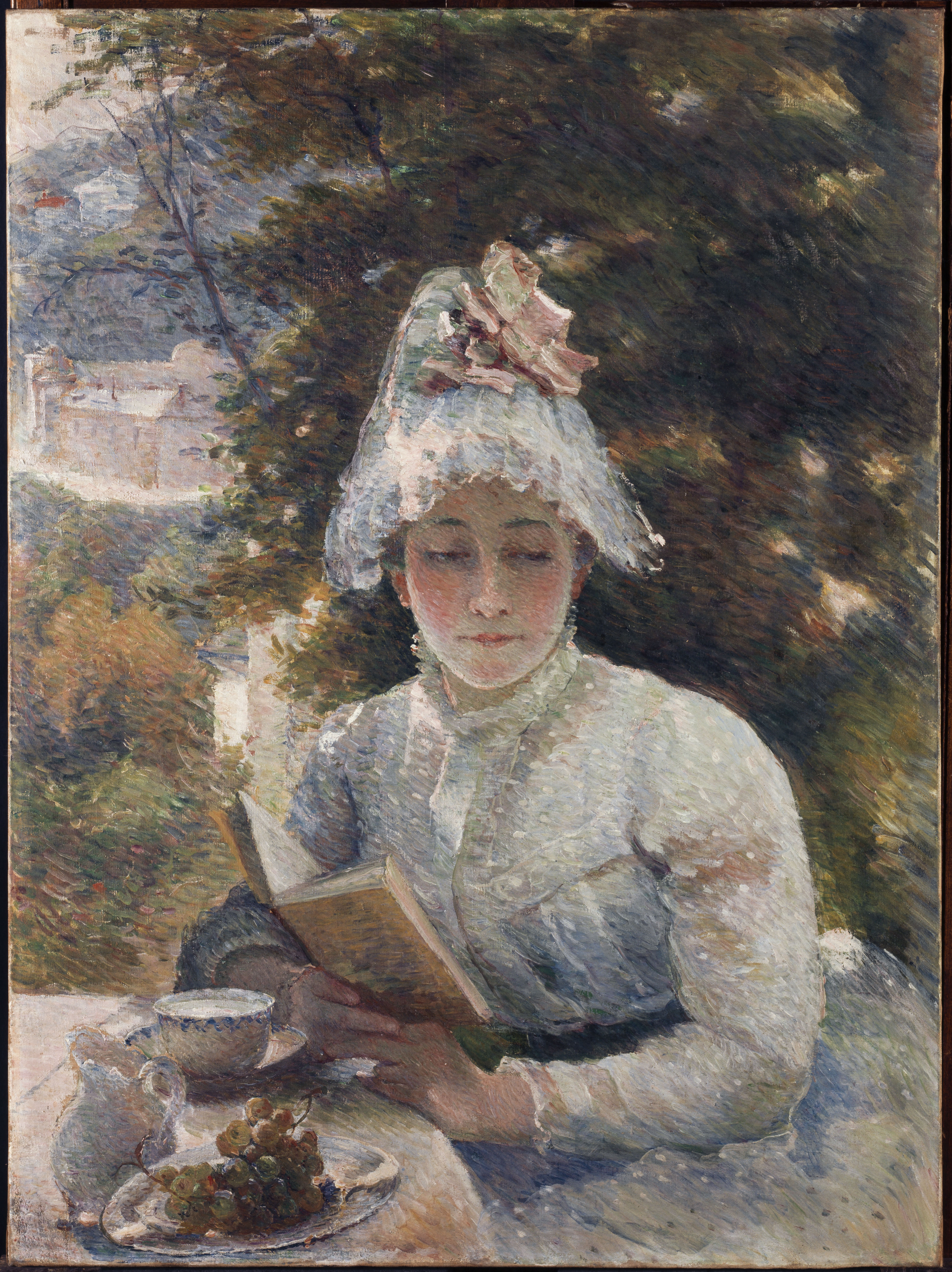
Thee in de middag, 1880 Petit Palais, Parijs
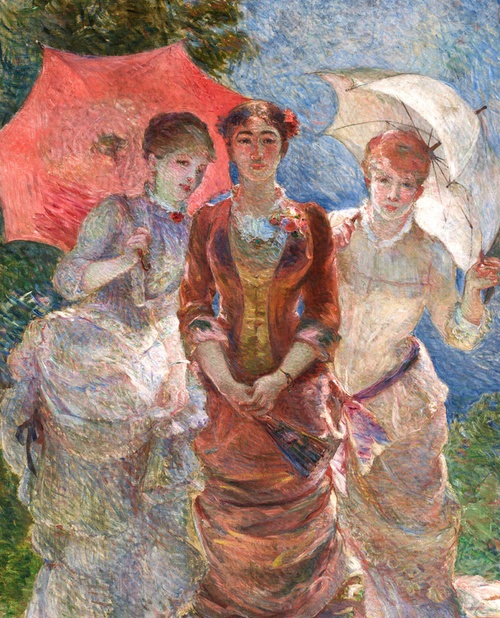
Trois femmes aux parapluies, 1880
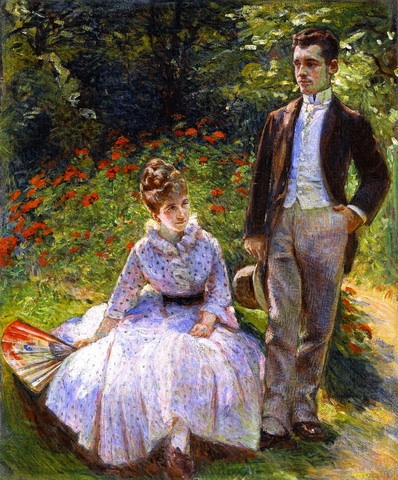
De zoon en dochter van de kunstenaar in de tuin van Sèvres, 1890
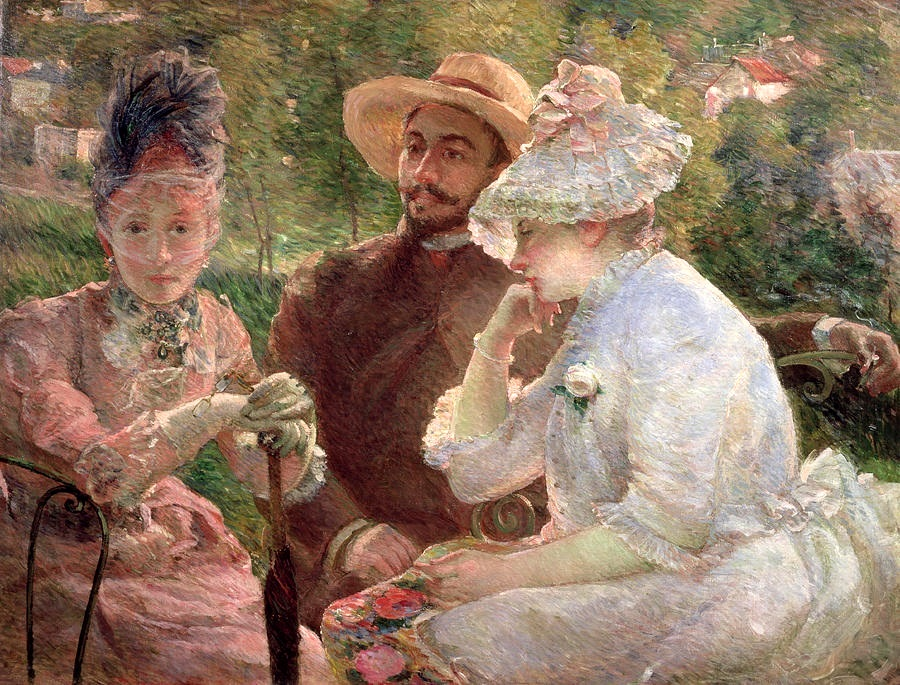
Op het terras in Sèvres, 1880 Musée du Petit Palais in Genève
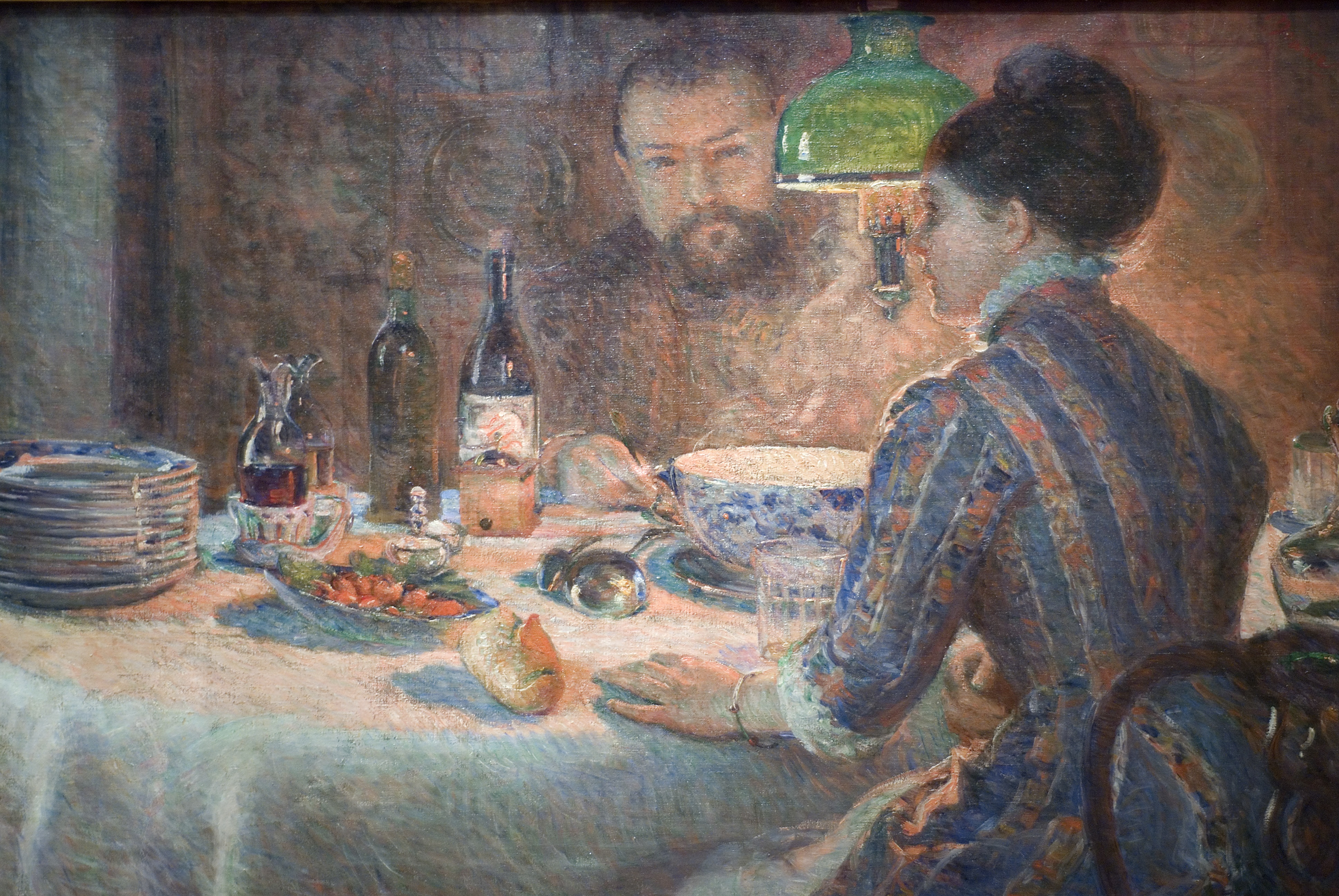
Onder de lamp, 1887 privéverzameling

- Bibliothèque nationale de France: cb14970450c (data)
- Catàleg d'autoritats de noms i títols de Catalunya: 981060405869606706
- Gemeinsame Normdatei: 122240057
- International Standard Name Identifier: 0000 0001 1558 9776
- Library of Congress Control Number: no95038474
- Nationale Bibliotheek van Tsjechië: jx20090122004
- Nationale Bibliotheek van Israël: 987007422671505171
- Nederlandse Thesaurus van Auteursnamen: 198677650
- RKD-Nederlands Instituut voor Kunstgeschiedenis: 11882
- SNAC: w6jt38t8
- Système universitaire de documentation: 128696257
- Union List of Artist Names: 500023058
- Virtual International Authority File: 5809326
- WorldCat: E39PBJvMFdJBxvDPRG478kDwmd